# Acquaviva d'Isernia
Acquaviva d'Isernia là một đô thị ở tỉnh Isernia trong vùng Molise, có cự ly khoảng 45 km về phía tây của Campobasso và khoảng 10 km về phía tây bắc của Isernia. Tại thời điểm ngày 31 tháng 12 năm 2004, đô thị này có dân số 474 và diện tích là 13,7 km².
Acquaviva d'Isernia giáp các đô thị: Cerro al Volturno, Forlì del Sannio, Montenero Val Cocchiara, Rionero Sannitico.